# Oronotus alboannulatus
Oronotus alboannulatus là một loài tò vò trong họ Ichneumonidae.